# Стефан Маковецький (ботанік)
Стефан Леон Маковецький  (пол. Stefan Leon Makowiecki; 23 квітня 1860, с. Михайлівка, тепер Дунаєвецького р-ну Хмельницької області — 19 червня 1949, м. Мори) — польський ботанік, натураліст та садівник-городник, член-кореспондент Польської АН. 

У 1880 році княгиня Марія Григорівна Щербакова запросила його у Немирів для проведення робіт по розширенню і покращенню парку біля її палацу. Тут Маковецький працював 10 років. У Немирові народився його син Станіслав. Був гарною і доброю людиною. Дбав про жителів села, гарно платив за їхню працю. Перша світова війна, а за нею і революційні події, поломали не тільки соціально-економічний, а й сімейний уклад Маковецьких. Дружина Ядвіга з дочкою Марією виїхали до Франції, а батька з синами Яном та Станіславом стихія 1917 року понесла по різних місцях. Та це не зламало духу С. Маковецького. Він продовжував працювати над словником рослиних назв. Потім пан Стефан жив у Одесі та Києві, де працював у бібліотеках. З 1920 року працював у Львові інспектором з питань садівництва. Його доробок - це 300 статей і 4 підручники. Друга світова війна... І це випало пережити вісімдесятирічному Стефану Маковецькому. Вона застала його в Морах біля Варшави. Помер 19 червня 1949 року в Морах. Лежить у родинному склепі поруч з сином Станіславом.

## Наукові праці
У 1913 році видає «Список декоративних і деяких здичавілих рослин Подільської губернії». У 1927 — «Квіти городні». У 1936 році у Кракові видають його роботу — один з найбільших українських ботанічних словників «Латинсько-український ботанічний словник». Маковецький працював над ним протягом 1877—1932 рр. У словнику записано 21 253 народні назви рослин. У 1937 році видає «Декоративні дерева і чагарники, що підходять для вирощування у Польщі». В 1938 році С. Маковецький опублікував статтю «Список рослин південно-західної частини зазбручанського Поділля». У 1948 — «Квіти вдома».